# Галушкин (хутор)
Галушкин — упразднённый хутор в Тимашёвском районе Краснодарского края России. На момент упразднения входил в состав Незаймановского сельсовета. В 1981 хутор исключён из учётных данных.

## География
Располагался на суходоле реки Незайманка и балки Сухенькая, примерно в 2,5 км (по прямой) к югу от окраины хутора Незаймановский.

## История
Хутор был основан в 1904 году. В 1926 году хутор Сухенькая Балка состоял из 123 хозяйств. В административном отношении входил в состав Незаймановского сельсовета Брюховецкого района Кубанского округа Северо-Кавказского края.
В 1980 году жители хутора переселены на хутора Незаймановский, Можарийский и Стринский.
Решением Краснодарского ИКа от 9 декабря 1981 года хутор исключен из учётных данных.

## Население
По переписи 1926 г. на хуторе проживало 653 человека (327 мужчин и 326 женщин), основное население — украинцы.